# Buthiers (Sekwana i Marna)
Buthiers – miejscowość i gmina we Francji, w regionie Île-de-France, w departamencie Sekwana i Marna.
Według danych na rok 1990 gminę zamieszkiwało 668 osób, a gęstość zaludnienia wynosiła 34 osób/km² (wśród 1287 gmin regionu Île-de-France Buthiers plasuje się na 731. miejscu pod względem liczby ludności, natomiast pod względem powierzchni na miejscu 82.).